# Forderungsbesichertes Wertpapier
Ein forderungsbesichertes Wertpapier (englisch asset backed security, Abkürzung: ABS) ist im Finanzwesen eine Anleihe, die von einer Zweckgesellschaft emittiert wird und als Anleihedeckung eine Vielzahl von Forderungen oder Wertpapieren unterschiedlicher Schuldner in einem Portfolio vereinigt. ABS gehören zu den strukturierten Finanzprodukten.

## Allgemeines
Der Begriff „forderungsbesichertes Wertpapier“ suggeriert, dass lediglich Forderungen in ein Portfolio aufgenommen werden können, doch können auch andere Vermögenswerte (englisch assets) wie Wertpapiere (Anleihen, Geldmarktpapiere) in ein Portfolio (englisch pool) eingebracht werden. Anleihen (Unternehmensanleihen, Staatsanleihen oder Kommunalanleihen) sind meist ungedeckt, so dass die Anleihedeckung bei forderungsbesicherten Wertpapieren das Finanzrisiko eines Anlegers oder sonstigen Gläubigers vermindern soll. Die Zweckgesellschaft (englisch special purpose vehicle, kurz SPV) als Emittent weist kein akzeptables Emittentenrisiko auf, so dass die Anleihedeckung zur Risikominderung bei Gläubigern beitragen soll. Für ihre Dienstleistungen erhebt die Zweckgesellschaft Gebühren. Forderungsbesicherte Wertpapiere haben zum Ziel, bisher nicht liquide Vermögensgegenstände (englisch assets) in festverzinsliche, handelbare Anleihen (englisch securities) im Rahmen der Verbriefung (englisch securitisation) zu transformieren. Diese Vermögensgegenstände decken (englisch back) die Forderungen des Gläubigers. 

## Anleihedeckung
Als Anleihedeckung können Forderungen (insbesondere aus Autokrediten, Bankkrediten, Hypothekendarlehen, Konsumkrediten, Kreditkarten- und Leasingforderungen, Forderungen aus Lieferungen) und Wertpapiere (Unternehmensanleihen, Pfandbriefe, Kommunalanleihen, Staatsanleihen) dienen. Sie werden in das Portfolio der Zweckgesellschaft eingebracht, indem sie diese Forderungen gegen Zahlung des Kaufpreises von vielen Gläubigern erwirbt und diese Bezahlung durch die Anleiheerlöse aus der Emission finanziert. Durch die Anleihedeckung handelt es sich bei forderungsbesicherten Wertpapieren um gedeckte Anleihen (englisch covered bonds). Eine Vielzahl von Schuldnern erhöht die Granularität und vermindert das Klumpenrisiko der Zweckgesellschaft. Die Zweckgesellschaft ist vom Portfolio insolvenzfern strukturiert (englisch ringfenced), so dass die Kreditzinsen und Tilgungen auf die im Portfolio enthaltenen Forderungen/Wertpapiere direkt an die Anleihegläubiger als Zins weitergegeben werden. Durch dieses Outsourcing des Portfolios (englisch ringfencing) wirkt sich die Insolvenz der Zweckgesellschaft nicht auf die von ihr emittierte Anleihe aus, die von den Ratingagenturen ein eigenständiges Emissionsrating erhält.
Die Verwaltung der verkauften Forderungen (also z. B. Debitorenmanagement und Inkasso der Kredite) verbleibt oft beim Forderungsverkäufer, kann aber auch an einen sogenannten Servicer ausgelagert werden.

## Arten
Generell wird unterschieden zwischen True-Sale- und synthetic-Sale:
Dabei kommen je nach Portfolio folgende Anleihearten vor:
- Asset Backed Securities: Collateralized Debt Obligations (CDO), Schuldscheine;
- Mortgage Backed Securities: Hypothekenbesichertes Wertpapier (RMBS), Commercial Mortgage Backed Securitisation (CMBS), Collateralized Mortgage Obligations (CMO) oder Hypothekenpfandbriefe.

CDOs enthalten eine Vielzahl von festverzinslichen Wertpapieren und Forderungen, CMOs beinhalten grundpfandrechtlich gesicherte Hypothekendarlehen, Schuldscheine werden meist von Industrieunternehmen ausgegeben. Der Pool bei CMBS enthält entweder Wohnimmobilien (RMBS) oder Gewerbeimmobilien (CMBS).   
Hieraus ergibt sich folgende Einteilung:
| Asset Backed Securities (ABS)             | Unterart/Portfolio |
| ----------------------------------------- | --- |
| Asset Backed Securities im engeren Sinn:  | Autokredite, Bankkredite, Kreditkartenforderungen, Leasingforderungen                                                     |
| Mortgage Backed Securities (MBS)          | Hypothekenbesichertes Wertpapier Wohnimmobilien (RMBS) Gewerbeimmobilien (CMBS) Collateralized Mortgage Obligations (CMO) |
| Collateralized Debt Obligations (CDO)     | Collateralized Loan Obligations (CLO) Collateralized Bond Obligations (CBO)                                               |
| Asset Backed Securities im weiteren Sinn: | besichertes Geldmarktpapier (ABCP) 1                                                                                      |

Der Vertrieb der Asset Backed Securities im engeren Sinn erfolgt auf dem Kapitalmarkt, besicherte Geldmarktpapiere sind Handelsobjekte auf dem Geldmarkt.
Dabei wird zwischen einer Single-Seller- (deutsch „ein Verkäufer“) und einer Muli-Seller-Struktur (deutsch „mehrere Verkäufer“) unterschieden:
| Single-Seller                                               | Multi-Seller                                        |
| ----------------------------------------------------------- | --------------------------------------------------- |
| Portfolio enthält Forderungen eines einzigen Originators    | Portfolio enthält Forderungen mehrerer Originatoren |
| Publizität der Forderungsabtretung                          | Publizität nur, wenn von einem Originator gewünscht |
| Transaktionskosten relativ niedrig                          | Transaktionskosten relativ hoch                     |
| Refinanzierungsstruktur individuell an Originator angepasst | Refinanzierungsstrukturen nur bedingt anpassbar     |

## Zusätzliche Risikoverbesserung
Eine weitere Risikominderung entsteht aus zusätzlichen Sicherungen (englisch credit enhancements), welche die Transaktion absichern oder das Rating verbessern sollen. Rechtlich und wirtschaftlich sinnvolle Formen sind die Übersicherung (englisch overcollaterisation), bei der das aus den Forderungen resultierende Vermögen den Nominalwert der emittierten Wertpapiere übersteigt, die Aufteilung der forderungsbesicherten Wertpapiere in vor- und nachrangige Tranchen (Subordination) und die Einrichtung eines Reservekontos (englisch spread account), auf dem Zahlungsüberschüsse deponiert werden. Alternativ kann der Forderungspool mit einem „Cash-Abschlag“ (englisch discount) an die Zweckgesellschaft übertragen werden oder eine Zahlungsgarantie durch den Forderungsverkäufer, eine verbundene Gesellschaft oder einen außenstehenden Dritten, zum Beispiel eine Kreditversicherung, erfolgen. Forderungsausfälle des Forderungspools sollen durch diese Sicherheitsmechanismen abgefangen werden. Neben diesen Ausfallsicherungen werden auch Liquiditätsfazilitäten eingesetzt, die nur auf Grund von Marktstörungen oder Liquiditätsengpässen in Anspruch genommen werden (englisch back-up facilities). Häufig werden mehrere Sicherungsformen kombiniert. Ziel ist, eine vernünftige Abwägung zwischen Ratingverbesserung und Kostenerhöhung zu treffen.

## Vor- und Nachteile der Transaktion für eine Bank als Forderungsverkäufer
Schaffung liquider Mittel
Den Gegenwert der verkauften Forderungen erhält die Bank (Originator) als liquide Mittel und kann diese nun anders investieren. Der Aktivtausch verbessert auch ihre Risikoposition. Zum einen kann sie die Liquidität nutzen, um Verbindlichkeiten abzubauen. Damit erreicht sie eine Bilanzverkürzung und die Erhöhung der Eigenkapitalquote. Durch den bilanzwirksamen Verkauf verbessert sie zudem ihr Rating und erreicht so sinkende Refinanzierungskosten. Der Mittelzufluss kann auch in ertragreichere Finanzprodukte reinvestiert werden.
Die Kapitalkosten einer über forderungsbesicherte Wertpapiere finanzierten Investition sind niedriger als bei der traditionellen Fremdfinanzierung. Grund dafür ist die mit dem „true sale“ erreichte Unabhängigkeit der Bonität des abgetrennten Forderungspools von der des veräußernden Kreditinstitutes. Mit dem Verkauf der Forderungen wird auch das Ausfallrisiko auf die Zweckgesellschaft übertragen. Die regulatorische Eigenkapitalentlastung, die mit diesem Risikotransfer einhergeht, ist der wichtigste Grund für den Einsatz forderungsbesicherter Wertpapiere. Für die verkauften Kredite muss die Bank in Abhängigkeit vom Sicherungsgeber weniger oder gar kein haftendes Eigenkapital vorhalten.
Hoher Aufwand
Nachteile von Transaktionen forderungsbesicherter Wertpapiere resultieren vor allem aus der komplizierten Konstruktion und den damit verbundenen Kosten. Für eine kostendeckende Funktionsweise müssen die Zinserträge der Kredite ausreichen, um die Kapitalmarktzinsen an die Investoren sowie die Transaktionskosten zu decken. Beim Verkauf gehen der Bank natürlich zudem die Zinserträge der verkauften Kredite verloren. Bedingung für die angestrebte Eigenkapitalentlastung ist ein sogenannter „clean break“: Der Bank darf aus den verkauften Forderungen keinerlei Ausfallrisiko mehr erwachsen, wenn die Kreditschuldner insolvent werden.
Transaktionen forderungsbesicherter Wertpapiere verursachen einmalige und laufende Kosten, wobei der Fixkostenanteil sehr hoch ist. Erst bei einem hohen Kapitalbedarf sind ABS wirtschaftlich.
Aktivierungspflicht der Forderungen bei der Zweckgesellschaft
Um für alle Beteiligten die gewünschten positiven Effekte zu erzielen, ist Voraussetzung, dass die Forderungen in das Vermögen der Zweckgesellschaft übertragen werden und damit das Kreditrisiko der Forderungen vom Kreditrisiko des verkaufenden Unternehmens (Originator) sauber getrennt ist. Konsequenterweise wird mit dieser Handhabung sichergestellt, dass die forderungskaufende Zweckgesellschaft nicht zum Konsolidierungskreis des Originators gehört und somit die Aktivierungspflicht der Forderungen bei der Zweckgesellschaft angesiedelt wird.
Steuer- und handelsrechtliche Vorteile
Vorteile sind aus dem deutschen Handels- und Steuerrecht erzielbar: Statt eines tatsächlichen Verkaufs wird nur das Kreditrisiko mittels eines Credit Default Swap abgegeben. Damit entfällt die Gewerbesteuerpflicht der Zinserträge der Zweckgesellschaft.
Aufsichtsrechtliche Vorteile
Das deutsche Bankenaufsichtsrecht bot bis Inkrafttreten von Basel II Anreize für die Verwendung von forderungsbesicherten Wertpapieren (ABS). Ausfallrisiken müssen mit Eigenmitteln unterlegt werden. Die Unterlegung kann durch die Verbriefung von Forderungen mit guter Bonität deutlich reduziert werden. Diesen Vorgang nennt man auch Regulierungsarbitrage. Aufsichtsbehörden erkennen die Verschiebung von Kreditforderungen aus dem Bestand des Originators auf die Zweckgesellschaft nur dann an, wenn der Risikotransfer tatsächlich stattfindet (englisch clean break). Das heißt, dass der Originator dann nicht weiter dafür haften muss, dass die Forderungen beglichen werden.

## Wirtschaftliche Aspekte
Forderungsbesicherte Wertpapiere sind ein Risikotransfer, weil der eigentliche Risikoträger (wie etwa eine Bank bei Bankkrediten) sein Finanzrisiko letztlich an einen Anleger übertragt. Der Nominalzins der besicherten Wertpapiere richtet sich nach Bonität und Rating der zugrunde liegenden Forderungen/Wertpapiere. Die Granularität kann durch Risikodiversifizierung verbessert werden, das Klumpenrisiko entsprechend vermindert oder eliminiert werden. Es verbleibt stets das systematische Risiko, das nicht durch Risikodiversifizierung beseitigt werden kann und bei derartigen Finanzinstrumenten nicht unterschätzt werden darf. CDOs werden oft in mehreren Tranchen vermarktet, wobei die obersten Tranchen (englisch senior CDOs) gegenüber den übrigen (englisch junior CDOs) bevorrechtigt sind.

## Anlegerrisiko
Einige Merkmale der ABS-Anleihen wirken zwar risikomindernd (Granulärität, Ringfencing und Risikostreuung), doch beinhalten die Portfolios ein systematisches Risiko, das etwa aus einem Marktrisiko und/oder Zinsrisiko bestehen kann und alle im Portfolio vorhandenen Forderungen/Wertpapiere gemeinsam treffen kann. Bei der Subprime-Krise ab August 2007 gab es in den USA eine Immobilienblase, welche die Mortgage Backed Securities durch Zwangsversteigerungen (englisch foreclosures) traf. Die Finanzkrise ab 2007 hat gezeigt, wie vulnerabel die verheißene – und durch Ratingagenturen bestätigte – Anlegersicherheit tatsächlich sein kann. Ähnlich ist die Situation bei einem Hochzinsniveau, weil viele Kreditnehmer ihre Kreditzinsen nicht mehr bezahlen können und damit das Finanzrisiko des Portfolios erhöhen. 
Die Finanzkrise auf dem US-Immobilienmarkt in den Jahren 2006 und 2007 hat auf ABS-Anleihen übergegriffen, die Situation verschärft und im Finanzsektor eine starke Multiplikatorwirkung entfaltet, die letztlich zur Weltfinanzkrise geführt hat. Das zentrale Problem von ABS-Papieren besteht in ihrer Komplexität und der Möglichkeit, Forderungsbestände mit niedrigen und hohen Risiken so zu vermischen, das Anleger und Ratingagenturen die wirklichen Bestandteile des hieraus neu entstandenen Finanzprodukts nicht mehr durchschauen. Die Markttransparenz ist damit deutlich geringer als an der Wertpapierbörse. ABS-Anleihen weisen daher ein sehr hohes Anlagerisiko auf und gehören zur schlechtesten Anlageklasse, was sie nur für risikofreudige Anleger der höchsten Risikoklasse attraktiv macht. 
Käufer von ABS sind deshalb überwiegend institutionelle Anleger wie Banken, Versicherungsunternehmen und Kapitalanlagegesellschaften (z. B. Hedgefonds), aber auch Unternehmen und Pensionsfonds. Privatanleger können nur indirekt über entsprechende Fonds in ABS investieren.